# 大棚入山
大棚入山（おおだないりやま）は、長野県塩尻市と木曽郡木曽町との境にある山である。木曽山脈（中央アルプス）の将棊頭山から北にのびた尾根上にあり、山頂には2等三角点がある。標高2,375m。

## 概要
名の通り山体は大きく国道19号線から見える。北に伸びる山脈は姥神峠、鳥居峠を超え木曽川の源流鉢盛山2467mに続く。北西に伸びる山脈は水沢山2004mに続く。南に伸びる山脈は奈良井川の源流茶臼山2653mを経て将棊頭山2730mから中央アルプスの盟主木曽駒ヶ岳2956mと伸びている。
大棚入山に僧が篭り修行をしたとの伝承がある。この山を北方面から観ると烏帽子に似ている事から「烏帽子山」とも云われる。
山頂部は針葉樹に覆われており展望はない。
土壌
硬砂岩・泥質岩等から中世代の地層から成り立っている。
分水嶺となっており、降水は、東側は犀川上流の奈良井川（信濃川水系）へ、西側は木曽川水系の濃ヶ池川へ流れ込んでいる。

## 登山道
明確な登山道はない。

## 周辺の山
- 経ヶ岳
- 水沢山（2,003.8m）
- 茶臼山（2,652.7m）
- 将棊頭山

木曽山脈（中央アルプス）の主な山は、木曽山脈を参照。